# London College of Communication
Le London College of Communication (LCC) (connu anciennement sous le nom de London College of Printing et, aussi London College of Printing and Distributive Trades) situé à Elephant and Castle, est l'un des six collèges constituant l'Université des arts de Londres. Près de 60 cours différents sont proposés à 6000 étudiants, qui y étudient principalement les médias et le design.

## Histoire
En 1894, le centre social, educational et culturel Saint Bride Foundation Institute Printing School fut inauguré à Saint Bride Lane. Ce centre fut rebaptisé le Bolt Court Technical School quelques années après, en 1911.
En 1949, le Bolt Court et le London School of Printing fusionnèrent et formèrent le London School of Printing and Graphic Arts. Il fut rebaptisé le London College of Printing (LCP) lorsqu'il s'installa à Elephant & Castle, situé dans le Sud de Londres. 
En 2003, le London Institute acquit le statut d'université comme l'Université des arts de Londres, qui avec LCP devint le London College of Communication en 2004.

## Anciens élèves
- Alfreda Benge, artiste britannique.
- Harry Beck, un dessinateur industriel célèbre pour avoir créé le premier plan schématique du métro de Londres en 1933.
- Jack Bevan, un batteur du groupe Foals.
- Tracy Brabin, une actrice, scénariste et femme politique britannique.
- Neville Brody, un graphiste, créateur de caractères et directeur artistique britannique.
- Rebekah Brooks, une journaliste britannique.
- Garry Bushell, un journaliste de rock 'n' roll, animateur de télévision et écrivain.
- John Cantlie, un photographe et correspondant de guerre britannique.
- Anthony Dod Mantle, un directeur de la photographie britannique.
- John Rankin Waddell ou Rankin, un photographe de mode et de nu britannique.
- Tony Ray-Jones (né le 7 juin 1941 à Wells, Somerset - mort le 13 mars 1972 à Londres), un photographe anglais.
- Charles Saatchi, est un collectionneur, marchand d'art et galeriste britannique ayant une influence majeure dans le monde de l'art contemporain.
- Ralph Steadman, un illustrateur, dessinateur de presse et caricaturiste britannique, principalement connu pour ses illustrations d'articles et de livres d'Hunter S. Thompson.
- Bonnie Wright, une actrice, réalisatrice, productrice et scénariste anglaise, connue pour son rôle de Ginny Weasley dans la saga Harry Potter.
- Olive Morris, une activiste du féminisme noir.